# 絕對武力Online
《絕對武力Online》，縮寫：CSO，是一款基於第一人稱射擊遊戲《絕對武力》的改編作，以《絕對武力：一觸即發》的GoldSrc引擎為基礎製作而成的FPS類網絡遊戲，主要目的是為了進一步拓展亞洲的FPS市場，由原反恐精英研發商Valve與韓國的Nexon公司合作，在2007年12月於韓國首度發行。
CSO衍生作品有玩家經此遊戲檔案改檔出來的CS1.6改製版本和CSO-NST不同版本等等。
2012年4月5日NEXON宣布將和Valve再次合作，採用新版本的Source引擎開發續作《反恐精英Online 2》。

## 伺服器訊息(依照代理時間)
| 国家／地区                   | 官方译名   | 代理商                                               | 时间                                            |
| ---------------------------- | ---------- | ---------------------------------------------------- | ----------------------------------------------- |
|                              |            | NEXON                                                | 營運日期：2007年12月20日~                       |
| 中国                         |            | 世纪天成                                             | 營運日期：2008年11月18日~                       |
| 臺灣／ 香港                  |            | 遊戲橘子                                             | 營運日期：2008年7月24日~                        |
| 日本                         |            | NEXON Japan                                          | 營運日期：2009年8月12日 結束營運：2019年3月6日  |
| 新加坡／ 马来西亚            | (三次代理) | 首次代理：IAHGames 二次代理：Megaxus 三次代理：NEXON | 營運日期：2010年5月 結束營運：2015年6月30日     |
| 印度尼西亞                   | (二次代理) | 首次代理：Megaxus 二次代理：NEXON                    | 營運日期：2011年7月22日 結束營運：2019年8月1日  |
| 泰國                         | (二次代理) | 首次代理: PlayFPS 二次代理：NEXON                    | 營運日期：2012年8月 結束營運：2013年12月19日    |
| 土耳其                       |            | NEXON                                                | 營運日期：2013年5月 結束營運：2014年12月30日    |
| 越南                         | (二次代理) | 首次代理: GoPlay 二次代理：NEXON                     | 營運日期：2015年3月26日 結束營運：2016年8月15日 |
| 美国／ 欧盟／ 獨立國家聯合體 |            | Nexon Europe,Nexon                                   | 營運日期：2014年9月23日~                        |

本遊戲在台灣及香港地區由gamania遊戲橘子代理發行(2017年5月起香港伺服器正式關閉,取而代之香港玩家可以自由進出台灣伺服器)及，中國大陸地區則由世紀天成代理。
另外，本游戏在歐美地區以《Counter-Strike Nexon: Studio》的名称加入Steam, 並由Nexon Europe經營。後來2020年由Nexon Europe轉交為韓國Nexon Korean直屬管理以及經營。

## 遊戲命名
絕對武力 Online 的英文全名為「Counter-Strike Online（CSO）」，常誤拼作「Counter-Strike:Online（CS:O）」。一般不將 CSO 視作CS系列中的遊戲，許多人誤將 CSO 簡稱為 CS ，而將兩者混淆。
另外，CS系列版本的命名皆為「Counter-Strike:版本名」。例如：
- Counter-Strike: Condition Zero（CS:CZ）
- Counter-Strike: Condition Zero Deleted Scenes（CS:CZDS）
- Counter-Strike: Source（CS:S）
- Counter-Strike: Global Offensive（CS:GO）

## 發行
該款遊戲可能因其本質與 Valve 的原生遊戲 Counter-Strike 不同，所以 Counter-Strike Online 並不屬於 Counter-Strike 系列中的遊戲，而是一款獨立的線上遊戲。
原生遊戲皆為產品賣斷的形式，且玩家可自行架設伺服器與他人同樂；而 Counter-Strike Online 雖然主程序免費，但遊戲中的武器和道具大部分需要付費取得。
另外，遊戲中的文件和原生遊戲不同，無法隨便更改，全部內容都被封裝在NAR檔案中，不同的代理服帶不同語言的NAR檔案；此外，一旦發現惡意更改，玩家可能受到遊戲官方的懲罰。
2019下半年，因為 Counter-Strike Online 的私人伺服器的崛起，直接影響代理管理及經營，因此韓國Nexon再次為 Counter-Strike Online NAR檔案加密但未成功阻擋私人伺服器的擴展。
於2020年年中，韓國Nexon推出 Counter-Strike Online 新加密的檔案，名為 PAK。未來一系列的更新都會由一向使用的NAR檔案作遊戲封包改為使用新的加密遊戲封包PAK（現在NAR封包以及PAK封包共用，但未來韓國Nexon或有機會全面使用新加密遊戲封包PAK）

## 外部連結
- 韓國官方網站 （页面存档备份，存于）
- 台灣官方網站 （页面存档备份，存于）（繁體中文）
- 香港官方網站 （页面存档备份，存于）（繁體中文）(網頁已停止更新並導向至台灣官網)
- 中國官方網站（简体中文）
- Counter-Strike Nexon: Zombies 官方網站 （页面存档备份，存于）（英文）（CSO分支，遊戲內容相同)
- Fandom上的更多相关：Counter Strike Online Wiki（英文）
- Fandom上的更多相关：絕對武力Online Wiki（中文）